# Bradysia subrufescens
Bradysia subrufescens är en tvåvingeart som beskrevs av Werner Mohrig och Nina Krivosheina 1989. Bradysia subrufescens ingår i släktet Bradysia och familjen sorgmyggor. Arten är reproducerande i Sverige. Inga underarter finns listade i Catalogue of Life.